# Pachydactylus bicolor
Pachydactylus bicolor är en ödleart som beskrevs av  Hewitt 1926. Pachydactylus bicolor ingår i släktet Pachydactylus och familjen geckoödlor. Inga underarter finns listade i Catalogue of Life.